# Oswald Gracias
Oswald Gracias (nascut el 24 de desembre de 1944) és un cardenal indi de l'Església Catòlica. Serveix com a arquebisbe de Bombai, sent anomenat pel Papa Benet XVI el 14 d'octubre de 2006 i elevat al Col·legi de Cardenals el 2007. El 2010 va presidir la Conferència Episcopal de l'Índia (on havia estat vicepresident des del 2008).

## Biografia
Gracias va néixer a Bombai, fill de Jervis i Aduzinda Gracias, nadiu d'Orlim, Goa. Ell es reconeix com a catòlic goan. Completà els seus estudis a l'escola de Sant Miquel de Mahim i ingressà a l'escola que els jesuïtes tenien a l'Institut St. Xavier de Mumbai. Un any després, ingressà al seminari de Sant Pius X de Bombai, on estudià filosofia i teologia. Gracias va ser ordenat al presbiterat per Valerian Gracias el 20 de desembre de 1970. Entre 1971 i 1976 serví com a Canceller i secretari del bisbeJoseph Rodericks, SJ, de Jamshedpur.
Gracias amplià estudis a Roma, estudiant a la Pontifícia Universitat Urbaniana entre 1976 i 1982; va doctorar-se en Dret canònic, especialitzant-se en jurisprudència. En tornar a Bombai, va ser nomenat canceller i jutge del tribunal metropolità i vicari judicial. A partir de 1982 esdevingué canceller de l'arxidiòcesi de Mumbai i, des de 1988, va ser el vicari judicial de l'arxidiòcesi. El 1991, Gracias va ser fet consultor arxidiocesà. També serví com a professor visitant dels seminaris de Bombai, Poona i Bangalore, a més de servir com a President de la Societat de Dret Canònic de l'Índia.
El 28 de juny de 1997, Gracias va ser nomenat bisbe auxiliar de Bombai i bisbe titular de Bladia pel Papa Joan Pau II. Va rebre la consagració episcopal el 16 de setembre següent de l'arquebisbe Ivan Dias, amb els bisbes Ferdinand Fonseca i Bosco Penha servint com a co-consagradors. Gracias posteriorment seria nomenat arquebisbe d'Agra el 7 de setembre de 2000, i Arquebisbe de Bombai el 14 d'octubre de 2006. també serví com a secretari de la Conferència Episcopal de l'Índia, que actualment presideix.

### Cardenal
El 17 d'octubre de 2007 el Papa Benet XVI anuncià que elevaria a Gracias i a 22 prelats més al Col·legi de Cardenals. El 24 de novembre de 2007, en el consistori celebrat a la Basílica de Sant Pere, va ser creat cardenal prevere de S. Paolo della Croce a "Corviale".
El 20 de febrer de 2008, el cardenal Gracias va ser elegir 1r Vicepresident de la Conferència Episcopal de l'Índia, on anteriorment havia servit com a Secretari General.
Com tots els cardenals, Gracias és membre de diverses dicasteris de la Cúria Romana, i està convidat a assistir a les reunions plenàries, que en principi se celebren anualment. Els nomenaments són quinquennals i són renovables. Al maig de 2008 el Papa Benet XVI el nomenà membre del Consell Pontifici per als Textos Legislatius i, el 6 de juliol de 2010, de la Congregació pel Culte Diví i la Disciplina dels Sagraments.
El cardenal Oswald Gracias, arquebisbe de Bombai i president de la Conferència Episcopal Índia va ser elegit Secretari General de la Federació de les Conferències Episcopals Asiàtiques. La Federació de les Conferències Episcopals Asiàtiques és un òrgan principal que representa 19 Conferències Episcopals que comprenen 28 dels seus països membres asiàtics, igual que les altres Conferències Episcopals d'Amèrica del Sud, Europa, Àfrica i Oceania. La Federació coordina la tasca de l'Església en aquests països i representa Àsia davant del Vaticà i les autoritats governamentals. El Secretariat Central està situat a Hong Kong, i és la principal agència de la Federació, i un instrument de coordinació tant entre la Federació i les oficines alienes i les agències en països de tota l'Àsia.
El 29 de desembre de 2011 va ser nomenat membre del Consell pontifici per a les Comunicacions Socials per a un termini de 5 anys. El 12 de juny de 2012 va ser nomenat membre de la Congregació per a l'Educació Catòlica.
El 18 de setembre del 2012 el cardenal Gracias va ser nomenat pel Papa Benet XVI per servir com un dels Pares Sinodals nomenats pel Papa per l'Assemblea General Ordinària del Sínode de Bisbes sobre la Nova Evangelització.
El 13 d'abril de 2013 va ser nomenat pel Papa Francesc, just un mes després de la seva elecció, conjuntament amb diversos cardenals més, per aconsellar-lo i per estudiar un pla per revisar la Constitució Apostòlica sobre la Cúria Romana, Pastor Bonus. Els altres cardenals són Giuseppe Bertello, President del governorat de la Ciutat del Vaticà, Francisco Javier Errázuriz Ossa de Xile, Reinhard Marx d'Alemanya, Laurent Monsengwo Pasinya de la República Democràtica del Congo, George Pell d'Austràlia i Óscar Andrés Rodríguez Maradiaga d'Hondures. El bisbe Marcello Semeraro serveix com a secretari del grup.

## Escut d'armes

Escut del cardenal Oswald Gracias

L'escut d'armes del cardenal Gracias va ser dissenyat i adoptat quan va ser nomenat bisbe auxiliar de Bombai, el 16 de setembre de 1997.
Està dividit en quatre quarts:
1. El lavatori de peus: simbolitza el compromís a servir
2. Una M coronada: representa la devoció a Maria, mare de Jesús
3. Les balances de la justícia: en representació del dret canònic (la seva especialitat)
4. L'encaixada de mans: per representar la reconciliació i la construcció de ponts de comunió.

Com a timbre té el capel cardenalici.
Com a lema té la frase " To Reconcile All Things in Christ " (Per reconciliar-ho tot en Crist)